# Claudia Kohde-Kilsch
Claudia Kohde-Kilsch, född 11 december 1963 i Saarbrücken, dåvarande Västtyskland, är en tysk högerhänt tidigare professionell tennisspelare, särskilt framgångsrik som dubbelspelare.

## Tenniskarriären
Claudia Kohde-Kilsch blev professionell WTA-spelare 1 januari 1980 och spelade på Virginia Slims Circuit fram till 1994. Hon vann totalt åtta singel- och 26 dubbeltitlar på touren och dessutom en dubbeltitel i ITF-arrangerade turneringar. Bland dubbelmeriterna märks två titlar i Grand Slam-turneringar. Hon rankades som bäst i singel på fjärde plats. Dubbelranking ej känd. Hon spelade totalt in 2 227 116 $ i prispengar.
Claudia Kohde-Kilsch vann 14 av sina 26 dubbeltitlar tillsammans med tjeckiskan Helena Sukova, däribland sina båda Grand Slam-titlar. Den första GS-titeln vann paret 1985 i US Open genom finalseger över Pam Shriver/Martina Navratilova (6-7, 6-2, 6-3). År 1987 nådde paret dubbelfinalen i Wimbledonmästerskapen där de besegrade Betsy Nagelsen/Elizabeth Smylie med 7-5, 7-5.
Claudia Kohde-Kilsch deltog i det tyska Fed Cup-laget 1982–1989. Hon spelade totalt 40 matcher av vilka hon vann 28. Tillsammans med Steffi Graf vann hon 1988 brons i dubbel i Olympiska sommarspelen.

## Spelaren och personen
Claudia Kohde-Kilsch började spela tennis vid 5 års ålder. Hennes ursprungliga namn är Claudia Kohde, men hon tog tilläggsnamnet Kilsch efter sin styvfar. Hon är allmänt idrottsintresserad, men gillar vid sidan av tennisen särskilt skidåkning, simning och fotboll. Hon var under sin aktiva tid 187 cm lång och vägde 68 kg. 
I dag (2007) bor Claudia Kohde-Kilsch tillsammans med sin make, sångaren och producenten Chris Bennett och deras son i Saarland. Tillsammans äger paret ett musikförlag (CeKay-music) med inspelningsstudio. Claudia Kohde-Kilsch var också engagerad som ambassadör för fotbolls-VM för rörelsehindrade i Tyskland 2006.

## Grand Slam-titlar
- Wimbledonmästerskapen
  - Dubbel - 1987 (med Helena Sukova)
- US Open
  - Dubbel - 1985 (med Helena Sukova)

## Övriga turneringssegrar somWTA-spelare
- Singel (8)
  - 1981 - Gstaad, Österrikiska öppna, Toronto.
  - 1982 - Pittsburgh
  - 1984 - Tyska öppna
  - 1985 - Los Angeles
  - 1988 - Birmingham
  - 1990 - Österrikiska öppna

- Dubbel (24)
  - 1980 - Kitzbühel (med Pfaff).
  - 1981 - Gstaad (med Heidi Eisterlehner), Kitzbühel (med Eva Pfaff)
  - 1983 - Oakland (med Eva Pfaff), Hittfeld (med Bettina Bunge)
  - 1984 - Hilton Head, Orlando (båda med Hana Mandlikova), Filderstadt, Sydney, Tokyo (alla med Helena Sukova)
  - 1985 - Tyska öppna, Los Angeles, Pan Pacific (alla med Helena Sukova)
  - 1986 - Amelia Island, Chicago, Dallas (alla med Helena Sukova))
  - 1987 - Tyska öppna, Bridgestone, Chicago (alla med Helena Sukova), Hamburg (med Jana Novotna)
  - 1989 - Adelaide (med Sylvia Hanika)
  - 1991 - Oslo (med Silke Meier), Hilton Head (med Natasha Zvereva)
  - 1992 - Indian Wells (med Stephanie Rehe)